# Alectonidae
Alectonidae é uma família de esponjas marinhas da ordem Hadromerida.

## Gêneros
- Alectona Carter, 1879
- Delectona de Laubenfels, 1936
- Dotona Carter, 1880
- Dyscliona Kirkpatrick, 1900
- Neamphius de Laubenfels, 1953
- Scolopes Sollas, 1888
- Spiroxya Topsent, 1896